# Dr.クマひげ
『Dr.クマひげ』は、史村翔原作・ながやす巧作画の漫画。週刊ヤングマガジンに連載された。単行本は全5巻。文庫版が全4巻まで発売されている。

## ストーリー
助教授寸前で大学病院を去り、欲望渦巻く新宿歌舞伎町に飛びこんだDr.クマひげこと国分徹郎、生命を救う情熱と生命を奪うものへの怒りはクマさながら、新宿一の頼りになる医者だ。新宿のオンボロ診療所を舞台にクマ先生と、多くの生命との交流を描く。

## 登場人物
国分徹郎（こくぶ てつろう）
札幌のH大学出身。外科講座の助教授になる寸前だったが、同僚の良きライバルにして親友・向井が末期癌に冒されていることを知り、助教授のポストと、争っていたこれも同僚の女医志保を譲るため突如大学を出て東京新宿の歌舞伎町で開業した。スケベでだらしないが、外科の技術は天才的。気さくで腕っぷしも強く多くの人々から慕われている。髭を生やした厳つい容貌が熊を連想させるようで、原作作中では単に「熊」とか「熊先生」とか呼ばれることが多く、「クマひげ」とは呼ばれない。
築城三郎（つづき さぶろう）
国分診療所の助手の医師でH大学出身、国分の後輩にあたる。国分と向井の一件を知ったことで大病院の逆玉の話を蹴って、自分の子を妊娠していた長年の恋人・美子と結婚。大学を出て歌舞伎町の国分診療所を頼り勤務医となる。作中では「三郎」「三郎先生」「若先生」と呼ばれることが多い。生真面目でまだ多分に未熟なところもあるが医師としての素質はある。経営に無頓着な国分のかわりに診療所のやりくりに苦労している。早くに父を亡くし、母子家庭で育つも酒場で働いていた母親を毛嫌いしてずっと避け続けていたものの、子供が生まれたさい、国分の仲介により和解している。
築城美子（つづき よしこ）
三郎の妻。三郎との子どもを木村病院で国分に取り上げてもらう。
石田久美（いしだ くみ）
新宿に住む高校生。知り合った最初は反感を持っていたクマ先生にいつしか惹かれ、国分診療所に出入りするようになる。
志保（しほ）
向井の恋人の女医。向井の死後、北海道を離れて沖縄に赴任する。向井なきあとは国分とはお互い密かに想い合っている。苗字は作品内で言及されることはなく不明。
田宮（たみや）
西新宿署の刑事。いつもサングラスをかけている。医学を学びつつも志半ばで死んだ弟への心残りから医者嫌いになっていたが、国分との殴り合いで友情が芽生えた後、しばしば訳有りの患者達についての情報を共有する関係に。女好きでチャランポランだが、正義感は強く子供に優しい。死別した恋人・村井弘美（入籍前に殺害された）の残した、血の繋がらない一人息子・健太を、彼なりの愛情を以って懸命に育てるシングルファーザー。ちなみに国分診療所の患者第一号でもある。
見かけによらない凄腕で、剣道は四段。署内の誰も敵わない。
木村
木村病院の院長。国分診療所の施設では手に余る患者の紹介を頻繁に受け、しばしば国分を自院に呼んでの病診共同診療態勢で、患者の治療に当たる。

## 書誌情報
- 講談社ヤンマガKCスペシャル
  1. 1986年8月18日発行 ISBN 4-06-102049-8
  2. 1986年10月18日発行 ISBN 4-06-102055-2
  3. 1987年4月18日発行 ISBN 4-06-102072-2
  4. 1987年9月17日発行 ISBN 4-06-102081-1
  5. 1988年4月16日発行 ISBN 4-06-102102-8

- 講談社漫画文庫
  1. 1998年12月10日発行 ISBN 4-06-260507-4
  2. 1998年12月10日発行 ISBN 4-06-260508-2
  3. 1999年1月12日発行 ISBN 4-06-260521-X
  4. 1999年1月12日発行 ISBN 4-06-260522-8

## Dr.クマひげ〜新宿駅ウラ診療所〜
テレビ朝日系列火曜ミステリー劇場内にて放送。
- 脚本：篠崎好
- 監督：山本厚

キャスト
- 国分徹郎（クマ）：滝田栄
- 田宮：渡辺正行
- 伊藤かずえ
- 松本典子
- 野々村真
- 鹿沼えり（現・鹿沼絵里）

放送日 サブタイトル 
- 1. 「男女やさしさ物語」1989年3月14日放送
  2. 「刑事なみだ恋物語」1989年6月27日放送
  3. 「純愛！星空の上高地」1989年12月19日放送
  4. 「隣室の美女」1990年9月11日放送

## その他
香港で1995年に公開された映画『裏街の聖者（流氓醫生）』（トニー・レオン主演）は、『Dr.クマひげ』を無許可で翻案し、製作された。後に正式に許可を取り、日本でも劇場公開されており、DVDでも発売された。